# Slaget utanför Horaniu
Slaget utanför Horaniu (japanska: 第一次ベララベラ海戦) var ett mindre sjöslag i stillahavskriget under andra världskriget som utkämpades natten mellan den 17 och den 18 augusti 1943 nära ön Vella Lavella i Salomonöarna.

## Bakgrund
Efter Mundas fall och deras nederlag i slaget vid Vella Gulf bestämde sig japanerna sig för att evakuera deras garnisoner i centrala Salomonöarna. En evakueringskonvoj eskorterad av fyra jagare (Sazanami, Hamakaze, Isokaze och Shigure) under konteramiral Matsuji Ijuins befäl satte igång från sin mellanstation på Horaniu på den norra spetsen av Vella Lavella den 17 augusti för att evakuera ön Kolombangara i öster.

## Slaget
Vid cirka klockan 23:30 anfölls de av flygplan och var fortfarande i en del oordning när de sågs klockan 00:29 av en amerikansk styrka bestående av fyra jagare (USS Nicholas (DD-449), USS O'Bannon (DD-450), USS Taylor (DD-468) och USS Chevalier (DD-451)) under kapten Thomas J. Ryans befäl. Efter ett ineffektiv utbyte av torpeder och skottlossning på lång räckvidd retirerade japanerna cirka klockan 01:00.

## Efterspel
Japanerna hade räddat sina pråmar och kunde därefter evakuera 9000 soldater från Kolombangara.